# Pyhälampi
Pyhälampi är en sjö i kommunen Tavastehus i landskapet Egentliga Tavastland i Finland. Sjön ligger 84,4 meter över havet. Arean är 65 hektar och strandlinjen är 4,91 kilometer lång. Sjön  ingår i Kumo älvs huvudavrinningsområde.   Den ligger omkring 24 km nordöst om Tavastehus och omkring 110 km norr om Helsingfors. 